# Diego Puerta
Pour les articles homonymes, voir Puerta.
Diego Puerta Diánez, né le 28 mai 1941 à Séville (Espagne), mort à Séville le 30 novembre 2011, est un matador espagnol.

## Présentation
Depuis son alternative jusqu’à sa retraite en 1974, Diego Puerta se maintint aux premiers rangs de l’escalafón. Il était remarquable par son courage : on l’avait surnommé « Diego Valor » (Diego Courage). Mais il était remarquable aussi pour son classicisme et la grâce sévillane de son toreo.
Dès avant sa retraite, il s’est lancé dans l’élevage de taureaux de combat et continue de gérer, tant sa ganadería que celle de ses enfants.

### Carrière
- Débuts en public : 16 septembre 1955 à Aracena (Espagne, province de Huelva), aux côtés de « Reañito » et « Jarrillo ».
- Débuts en novillada avec picadors : 7 octobre 1956 à Madrid (Espagne), dans la plaza de Vistalegre, aux côtés de Antonio Rúa et Antonio Matesanz. Cinq novillos de la ganadería de Bernaldo Quirós et un de la ganadería de Santiago Pelayo.
- Présentation à Madrid, plaza de Las Ventas : 29 mai 1958, aux côtés de Emilio Redondo et « Miguelín ». Novillos de la ganadería de Sánchez Fabrés.
- Alternative : Séville le 29 septembre 1958. Parrain, Luis Miguel Dominguín ; témoin, Gregorio Sánchez. Taureaux de la ganadería de Arellano.
- Confirmation d’alternative à Madrid : 20 mai 1960. Parrain, Manolo González ; témoin, « Chamaco ». Taureaux de la ganadería de Bernabé Fernández.
- Premier de l’escalafón en 1960 et 1962.